# Nordboere
Denne side handler om de historiske folkeslag fra Skandinavien. For nordboerne på Grønland, se Nordboernes kolonisering af Grønland.
Nordboere kaldes de historiske nordeuropæiske folkeslag, som talte nordiske sprog og levede i Skandinavien og omkringliggende nordeuropæiske områder mellem det 8. og 11. århundrede. Siden midten af det 19. århundrede er udtrykket "nordboerne", i bestemt form, især blevet forbundet med de norrøne bosættere på Grønland, der blot var en lille del af Nordeuropas samlede befolkning af nordboere.
Nordboerne etablerede stater og bosættelser på De Britiske Øer, Island, Færøerne, og Grønland, og i dele af det nuværende Finland, Rusland, Normandiet, Belgien, Ukraine, Estland, Letland, Litauen, Tyskland, Polen, Canada og Syditalien.

## Etymologi
I den tidlige middelalder blev udtrykket vikinger ofte brugt om angribende nordboere, særligt i forbindelse med nordboeres togter og klosterplyndringer på De Britiske Øer. I Frankrig blev det oldfrankiske ord *Nortmann ("nord-mand") latiniseret som Normanni / Nortmanni, der herefter trådte ind i oldfransk som Normands, som igen gav navn til Normandiet, da dette område blev bosat at nordboere i det 10. århundrede; folket, der blev grundlagt af disse bosættere, betegnes normannere. Nordboerne blev også kaldt Ascomanni ("askmænd", muligvis med henvisning til vikingernes asketræsskibe) af tyskerne, Lochlanach ("nordboere") af gallerne, og Dene ("danskere") af angelsakserne.
Da den dansk-norske missionær Hans Egede opdagede resterne af nordboeres bosættelser på Grønland i 1720'erne, betegnede man i Danmark de folk, der havde opført bosættelserne, som islændinge eller nordmænd for at kunne skelne dem fra øens inuitter. Først i midten af det 19. århundrede dukkede betegnelsen nordbo op på dansk. Skiftet væk fra betegnelserne "islændinge" og "nordmænd" om de grønlandske bosætteres etnicitet kan ses som et forsøg på at lægge afstand til Norges eventuelle krav på øen, der ligesom Island havde hørt under det norske kongedømme, før Norge selv blev underlagt Kalmarunionen.

## Sprog
Nordboerne var karakteriseret ved, at de talte nordiske sprog, som alle udsprang af urnordisk—et germansk sprog, der formentlig var relativt ensartet over det nordiske område, og som kendes fra runeindskrifter tilbage til ca. år 200. Efter omkring år 500 begyndte sprogene, der blev talt blandt de nordgermanske folk, at dele sig i vestnordiske sprog (norrønt) i Norge og Island og østnordiske sprog (oldsvensk og olddansk) i Sverige og Danmark. Fra danske og islandske lærdes skrifter umiddelbart efter vikingetiden kan man dog se, at der stadig har været en opfattelse af sproget som fællesnordisk. Såkaldt dansk tunge (dvs. "dansk sprog") blev brugt som en slags standardsprog i Norden af især det norske hof og kirken i senmiddelalderen. Det er uvist, hvor betegnelsen for dette sprog stammer fra, men den er sandsynligvis blevet til hos et nabofolk, der kan have forvekslet nordboere fra andre lande med danskere.
En tidlig saga om kong Olav Tryggvasons kristne mission på Shetlandsøerne, Orkneyøerne, Færøerne, Island og Grønland beskriver de vanskeligheder, det voldte, at de fremmede missionærer var ubekendte eller uerfarne med talen i "dansk tunge". Antageligvis hentyder udtrykket til de sprog, som taltes af befolkningen på øerne og vidner således om en bevidsthed om disses tætte slægtskab med sprogene, der taltes i Skandinavien. I Yngre Edda og Heimskringla bruges udtrykket specifikt i en sammenligning af alle de nordiske lande, hvori et fælles sprog taltes, og dette sprog skelnes samtidig fra de sprog som taltes i Saxland (svarende til den nordlige del af nutidens Tyskland) og England. Islandske lovtekster fra fristatstiden foreskriver, at hvis danskere, nordmænd eller svenskere dræbes på øen, så har alle den dræbtes slægtninge i de tre riger, hvor islændingenes tungemål tales ret til at anlægge sag ved de islandske domstole; men for alle andre tungemål end "dansk tunge" gælder det, at kun fædre, sønner og brødre, som i forvejen er kendt på øen, har ret til at anlægge sag. Endvidere udelukkes folk, der ikke har "dansk tunge" som modersmål fra at tjene som dommer, indtil de har opholdt sig i mere end tre år på øen. Denne fornemmelse af sprogligt fællesskab med danskere, svenskere og nordmænd—som ses i flere af lovens bestemmelser—vedblev på Island indtil i hvert fald slutningen af det 14. århundrede.